# Atlantická rada

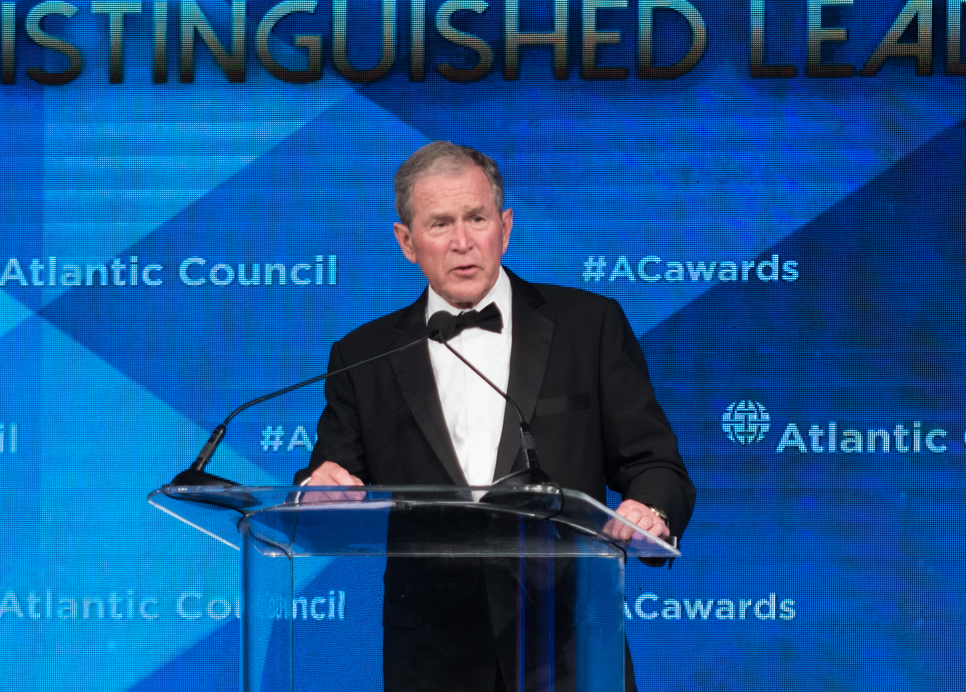
George W. Bush mluví k Atlantické radě

Atlantická rada (Atlantic Council) je think tank zaměřený na oblast mezinárodních vztahů. Byla založena v roce 1961 a sídlí ve Washingtonu D.C. Funguje jako fórum pro politické, obchodní a intelektuální lídry. Realizuje programy zaměřené na mezinárodní bezpečnost a hospodářský rozvoj. Jejím předsedou je v současnosti Jon Huntsman, ml..
V červnu 2018 zřídila Atlantická rada tzv. Disinfo Portal sdružující 23 vrcholných organizací a 80 expertů, aby čelila dezinformační kampani Ruska proti Evropě a Spojeným státům americkým. Je určen novinářům, vládám a politickým činitelům a umožní uživateli nalézt experty i analýzy v jeho mateřské řeči.
V červenci 2019 Rusko přidalo Atlantickou radu na svůj seznam „nežádoucích“ organizací.